# Garcia I de Galícia
Garcia I de Galícia (1042-1090) fou rei de Galícia en dos períodes (1065-1071) i (1072-1073).
Tercer fill del rei Ferran I de Castella, després de la seva mort (1065) d'acord amb el seu testament va rebre Galícia i el petit territori del que llavors era el comtat de Portugal en qualitat de regne. Els seus germans Sanç i Alfons van rebre respectivament els regnes de Castella i Lleó.
La divisió del patrimoni de Ferran va produir grans conflictes entre els germans, sent Garcia el primer sobirà a perdre la seva corona. Els seus germans Sanç i Alfons es van apoderar del regne (1071) i se'l van repartir entre ells, sent Garcia bandejat a la cort del rei de la taifa de Sevilla, Muhàmmad ibn Abbad al-Mútamid. A la mort de Sanç (1072), Garcia va recuperar el seu regne, però convocat pel seu germà Alfons, llavors ja rei de Lleó i Castella, va ser capturat (1073) i enviat al castell de Lluna, on va romandre reclòs fins a la seva mort, ocorreguda disset anys després (1090).
Garcia va ser el primer monarca a usar el títol de rei de Portugal, en 1071, quan va derrotar en la batalla de Pedroso al comte Nunó II de Portugal, comte de Portugal i últim sobirà de la casa de Vímara Peres, que s'havia alçat en 1070 contra el rei Garcia.